# Börje Nilsson (politiker)
Karl Börje Nilsson (i riksdagen kallad Nilsson i Kristianstad), född 3 april 1930 i Kristianstad, död där 12 april 2022, var en svensk socionom och socialdemokratisk politiker.
Nilsson var riksdagsledamot 1965–1970 och 1974–1998, invald i Kristianstads läns valkrets. Han var ledamot i socialförsäkringsutskottet 1974–1998 och dess ordförande 1996–1998. Han var även i perioder suppleant i konstitutionsutskottet och finansutskottet.